# Jełanskij (obwód swierdłowski)
Jełanskij (ros. Еланский) – osiedle w Rosji, w obwodzie swierdłowskim, w rejonie kamyszłowskim. W 2010 liczyło 10 038 mieszkańców.